# South Williamsport
South Williamsport és una població dels Estats Units a l'estat de Pennsilvània. Segons el cens del 2000 tenia 6.412 habitants.

## Demografia
Segons el cens del 2000, South Williamsport tenia 6.412 habitants, 2.735 habitatges, i 1.775 famílies. La densitat de població era de 1.316,9 habitants/km².
Dels 2.735 habitatges en un 30,1% hi vivien nens de menys de 18 anys, en un 50,5% hi vivien parelles casades, en un 10,4% dones solteres, i en un 35,1% no eren unitats familiars. En el 29,8% dels habitatges hi vivien persones soles el 13,6% de les quals corresponia a persones de 65 anys o més que vivien soles. El nombre mitjà de persones vivint en cada habitatge era de 2,33 i el nombre mitjà de persones que vivien en cada família era de 2,88.
Per edats la població es repartia de la següent manera: un 23,5% tenia menys de 18 anys, un 8% entre 18 i 24, un 27,8% entre 25 i 44, un 22,1% de 45 a 60 i un 18,6% 65 anys o més.
L'edat mediana era de 39 anys. Per cada 100 dones de 18 o més anys hi havia 92 homes.
La renda mediana per habitatge era de 34.018 $ i la renda mediana per família de 40.673 $. Els homes tenien una renda mediana de 31.892 $ mentre que les dones 22.088 $. La renda per capita de la població era de 18.658 $. Entorn del 8,1% de les famílies i el 10,3% de la població estaven per davall del llindar de pobresa.

## Poblacions més properes
El següent diagrama mostra les poblacions més properes.